# Летняя аллея (Москва)
Ле́тняя алле́я (с XIX века либо до 1925 года — Петро́вская алле́я) — аллея, расположенная в Северном административном округе города Москвы на территории района Аэропорт.

## История
Аллея получила своё название в XIX веке, предположительно, по своему направлению к летней усадьбе дворца Разумовских; по другим данным, до 1925 года называлась Петро́вская алле́я.

## Расположение
Летняя аллея проходит по территории Петровского парка от площади Космонавта Комарова, на которой организован круговой перекрёсток с Дворцовой, Правой Дворцовой, Левой Дворцовой, Липовой и Нарышкинской аллеями, на восток до Петровско-Разумовской аллеи. Нумерация домов начинается от площади Космонавта Комарова.

## Примечательные здания и сооружения
По нечётной стороне:
По чётной стороне:

## Транспорт

### Автобус
- 22: от площади Космонавта Комарова до Петровско-Разумовской аллеи
- 105, 105к: от площади Космонавта Комарова до Петровско-Разумовской аллеи

### Метро
- Станция метро «Динамо» Замоскворецкой линии — юго-восточнее аллеи, на Ленинградском проспекте
- Станция «Петровский парк» Большой кольцевой линии — южнее аллеи, на Театральной аллее.